# 日光橋 (福生市)
日光橋（にっこうばし）は、東京都福生市大字熊川に位置する橋。

## 概要
1891年、日光脇往還が玉川上水をまたぐ位置に建設された全長16.1mの煉瓦積みアーチ橋。現存する同種の橋の中では日本最古。ただし、1950年に交通量の増加に伴い両側をコンクリートで拡幅しているため、橋梁の下部をのぞき込まないと煉瓦づくりであることを確認することはできない。なお、1965年にはさらなる交通量の増加に対応するため、上流側に武蔵野橋が完成。国道16号のルートからも外れ、幹線道路としての役割を失った。

## 日光橋公園
1995年、武蔵野橋の上流側に日光橋の名を冠した「玉川上水緑地日光橋公園」が完成した。